# Andy Mientus
Andy Mientus (10 de novembre de 1986) és un actor de teatre i televisió estatunidenc. És conegut pel seu paper de Kyle Bishop en la sèrie de televisió Smash. A més, és conegut per les seves representacions teatrals notables com a Hänschen Rilow tant en la primera gira nacional com la reposició de Broadway de Spring Awakening (2015), i com a Marius Pontmercy en la reposició de Broadway de Les Misérables (2014).

## Primers anys
Mientus va créixer a Pennsilvània. Una de les seves primers papers importants va ser representant Tevye a la representació de Fiddler on the Roof al seu institut. Va estudiar a l'Act One Theatre School.
Abans de començar la seva carrera en el teatre, Mientus era un gran fan del musical Spring Awakening. Després de veure l'espectacle a l'Atlantic Theatre Company, va crear un grup al Facebook per discutir l'espectacle amb els seus amics. No obstant això, Mientus va començar a notar que s'hi afegien altres aficionats desconeguts, i aviat un dels productors de Spring Awakening va contactar amb Mientus i li va proposar convertir el grup en la pàgina oficial de l'espectacle, que podria moderar Mientus. Hi va estar d'acord, i més tard el mateix productor li va recomanar fer un càsting per a la gira de Spring Awakening. Va deixar la Universitat de Michigan després del seu tercer any per estar en l'espectacle, i mai va tornar a graduar-se.

## Carrera
Mientus va estar de gira amb la primera temporada nacional de Spring Awakening en el paper de Hanschen, així com en la temporada internacional d'Academy (2010-11). També va aparèixer el 2012 a la reposició del musical Carrie d'Off-Broadway.
El 2013 Mientus va ser escollit per a la segona temporada de la sèrie de televisió dramàtica musical Smashcom en el paper regular de Kyle Bishop. Després de la cancel·lació de Smash, Mientus i altres actors com Jeremy Jordan i Krysta Rodriguez es van unir a l'elenc de llista de favorits, la posada en escena del Hit List, l'obra musical de rock fictícia creada per a la segona temporada de Smash. La representació va durar tres actuacions entre el 8 i 9 de desembre al cabaret 54 Below.
Arna va fer el seu debut a Broadway en la reposició de Les Misérables (2014) com a Marius.
El 2014 Mientus va aparèixer en diversos episodis de la sèrie d'ABC Family Chasing Life. Aquest mateix any, va ser elegit per a un paper principal en la sèrie de CW The Flash com a Pied Piper. Mientus va fer història en el seu paper com a Pied Piper representant el primer supermalvat obertament homosexual.
El febrer de 2015 Mientus va actuar en el musical Parade per a un concert nocturn. Després d'acabar la seva feina a Les Misérables a principis de 2015, quan va ser substituït per Chris McCarrell, Mientus es va traslladar a Los Angeles amb el seu promès Michael Arden, on va aparèixer a l'espectacle Bent al Mark Taper Forum. També va repetir el seu paper com a Hanschen en la producció de Spring Awakening al Deaf West Theatre, dirigida per Arden. La producció es va traslladar a Broadway, i va tancar el 24 de gener de 2016. Mientus està treballant en el seu propi musical, Manhattan Kids, amb la banda Teen Commandments. El 2 i 3 d'agost es va presentar amb la banda al 54 Below.

## Vida personal
Mientus és obertament bisexual. Es va casar amb el també actor Michael Arden el 18 d'agost de 2016 a la Babington House (Somerset). Els dos havien pensat proposar-s'ho el mateix dia, sense que l'altre ho sabés. Estan junts des del 14 de novembre de 2010. Es van conèixer durant la vetllada d'obertura de l'espectacle de Broadway The Times They Are-a-Changin', on Arden actuava.
Té un trastorn neurològic poc freqüent anomenat neuropatia hereditària amb hipersensibilitat a la pressió.

## Teatre
| Any     | Producció                              | Paper            | Lloc                    | Categoria          |
| ------- | -------------------------------------- | ---------------- | ----------------------- | ------------------ |
| 2008–10 | Spring Awakening                       | Hanschen Rilow   | United States Tour      | National Tour      |
| 2010-11 | Academy                                | Conrad           | York Theatre Company    | International Tour |
| 2012    | Carrie                                 | Stokes           | Lucille Lortel Theatre  | Off-Broadway       |
| 2014–15 | Les Misérables                         | Marius Pontmercy | Imperial Theatre        | Broadway           |
| 2015    | Parade                                 | Britt Craig      | Lincoln Center          | Concert            |
| 2015    | Spring Awakening del Deaf West Theatre | Hanschen Rilow   | Wallis Annenberg Center | Los Angeles        |
| 2015    | Bent                                   | Rudy             | Mark Taper Forum        | Los Angeles        |
| 2015–16 | Spring Awakening del Deaf West Theatre | Hanschen Rilow   | Brooks Atkinson Theatre | Broadway           |

## Filmografia
| Any             | Títol             | Paper                         | Notes                             |
| --------------- | ----------------- | ----------------------------- | --------------------------------- |
| 2013            | It Could Be Worse | Andy                          | 1 episodi                         |
| 2013            | Smash             | Kyle Bishop                   | Personatge principal; 14 episodis |
| 2013            | Anger Management  | Andy                          | 2 episodis                        |
| 2014            | Chasing Life      | Jackson                       | 4 episodis                        |
| 2015–actualitat | The Flash         | Hartley Rathaway / Pied Piper | 3 episodis                        |

## Premis i nomenaments
| Any  | Premis                              | Categoria                                            | Obra                | Resultat  |
| ---- | ----------------------------------- | ---------------------------------------------------- | ------------------- | --------- |
| 2010 | NYMF Awards                         | Millor actuació individual                           | Shine!              | Guanyador |
| 2011 | NYMF Awards                         | Millor actuació individual                           | Crazy, Just Like Me | Guanyador |
| 2014 | Broadway.com Audience Choice Awards | Actuació revelació preferida (masculina)             | Les Misérables      | Guanyador |
| 2015 | Ovation Awards                      | Actor de musical                                     | Spring Awakening    | Nominat   |
| 2015 | Ovation Awards                      | Millor actor de repartiment en funcions d'un musical | Spring Awakening    | Guanyador |
| 2016 | Broadway.com Audience Choice Awards | Actor favorit de musical                             | Spring Awakening    | Nominat   |
| 2016 | Fred and Adele Astaire Awards       | Millor grup en un espectacle de Broadway             | Spring Awakening    | Nominat   |